# 7257 Йосія
7257 Йосія (7257 Yoshiya) — астероїд головного поясу, відкритий 7 січня 1994 року.
Тіссеранів параметр щодо Юпітера — 3,541.
Названо на честь Йосія (яп. よしや(義弥)).